# Aloe pearsonii
Aloe pearsonii ist eine Pflanzenart der Gattung der Aloen in der Unterfamilie der Affodillgewächse (Asphodeloideae). Das Artepitheton pearsonii ehrt den englischen Botaniker Henry Harold Welch Pearson (1870–1916).

## Beschreibung

### Vegetative Merkmale
Aloe pearsonii wächst stammbildend, ist an der Basis oder darüber reich verzweigt und bildet dichte Büsche mit einem Durchmesser von bis zu 2 Meter. Der aufrechte Stamm wird bis zu 200 Zentimeter lang und 1,5 Zentimeter dick. Die eiförmig-spitzen bis eiförmig-lanzettlichen, zurückgebogenen bis zurückgeschlagenen Laubblätter sind zerstreut entlang der Stämme angeordnet. Die grüne, undeutlich linierte Blattspreite ist 7 bis 9 Zentimeter lang und 3 bis 4 Zentimeter breit. Bei Trockenheit färbt sie sich rötlich. Lediglich auf der Blattoberseite sind zahlreiche längliche, trübweiße Flecken vorhanden, die mehr oder weniger in Querbändern angeordnet sind. Die weißlich bis rötlichen, stechenden Zähne am Blattrand sind 1 bis 2 Millimeter lang und stehen 5 Millimeter voneinander entfernt.

### Blütenstände und Blüten
Der Blütenstand besteht aus zwei bis drei Zweigen und erreicht eine Länge von etwa 40 Zentimeter. Die lockeren, zylindrischen Trauben sind 9 bis 15 Zentimeter lang und 6 bis 7 Zentimeter breit. Die lanzettlich spitz zulaufenden Brakteen weisen eine Länge von 6 bis 8 Millimeter auf und sind 3 Millimeter breit. Die gelben oder ziegelroten Blüten stehen an etwa 20 Millimeter langen Blütenstielen. Die Blüten sind 23 Millimeter lang und an ihrer Basis verschmälert. Oberhalb des Fruchtknotens sind die Blüten zur Mündung erweitert. Ihre Perigonblätter sind auf einer Länge von 12 bis 13 Millimeter nicht miteinander verwachsen.

### Genetik
Die Chromosomenzahl beträgt {\displaystyle 2n=14}.

## Systematik und Verbreitung
Aloe pearsonii ist im Süden von Namibia und in der südafrikanischen Provinz Nordkap auf heißen, trocknen, felsigen Hängen verbreitet. 
Die Erstbeschreibung durch Selmar Schönland wurde 1911 veröffentlicht.

## Nachweise